# Desmond Miles
(Desmond Miles)
Desmond Miles è un personaggio immaginario statunitense, protagonista delle sezioni del presente dei primi cinque capitoli della celebre saga videoludica di Assassin's Creed (Assassin's Creed, Assassin's Creed II, Assassin's Creed: Brotherhood, Assassin's Creed: Revelations e Assassin's Creed III).
Desmond è il personaggio giocabile nel presente e, attraverso una macchina chiamata Animus, può rivivere i ricordi dei propri antenati nel passato per aiutare la cosiddetta Confraternita degli Assassini a combattere l'Ordine dei Templari; egli, infatti, discende da una delle più illustri famiglie della storia della Confraternita, che include personaggi del calibro di Altaïr Ibn-La'Ahad, Ezio Auditore, Connor Kenway e Edward Kenway.
L'aspetto di Desmond è modellato su quello dell'attore canadese Francisco Randez.

## Biografia

### Primi anni
(Desmond Miles)
Desmond Miles nacque in un nascondiglio degli Assassini nel deserto, conosciuto come "La Fattoria", una piccola fortezza composta da circa trenta persone. Sebbene fosse destinato a divenire un Assassino, Desmond, stanco dell'eccessiva preoccupazione e paranoia dei genitori per la sua incolumità, il giorno del suo sedicesimo compleanno, fuggì da casa. Dopo aver lasciato il complesso degli Assassini, passò i successivi nove anni a nascondersi a New York, dove, pur mantenendo un profilo basso, trovò lavoro come barista. Consapevole dell'esistenza dei Templari, e volendo evitare sia loro sia gli Assassini, Desmond non utilizzò mai il suo vero nome, ed utilizzò solo contanti per acquistare vari oggetti. Tuttavia, alla fine fu rintracciato attraverso le impronte digitali necessarie per il patentino negli USA, e venne rapito dall'Abstergo, e trasportato nella loro sede principale in Italia, a Roma.

### Rapimento dell'Abstergo
(Desmond Miles)
Nel settembre 2012, Desmond Miles, rapito dall'Abstergo, una multinazionale farmaceutica controllata dai Templari, viene introdotto nell'Animus, un dispositivo in grado di leggere le memorie dei propri antenati attraverso la "memoria genetica" contenuta nel DNA. In un primo momento, Warren Vidic, responsabile del Progetto Animus, ha tentato di ottenere le informazioni che voleva dalla mente di Desmond, ma venne accolto da un fallimento. Uscito dall'Animus, Desmond sostenne di non essere di più che un barista, ma Vidic gli rivelò che sapevano della sua appartenenza agli Assassini, costringendo Desmond ad ammettere il suo passato. Vidic e Lucy hanno detto a Desmond che stavano tentando di accedere ad un ricordo specifico, ma che il subconscio di Desmond stava resistendo ai loro sforzi. Vidic avvertì Desmond dicendogli che se si fosse rifiutato di collaborare, gli avrebbero indotto un coma, continuando il loro lavoro, e lasciandolo morire una volta finito. Senza scelta, Desmond accettò di collaborare.
Desmond esplorò i ricordi del suo antenato Altaïr Ibn La-Ahad, membro dell'Ordine degli Assassini durante la terza crociata. Fece ciò per diversi giorni, sotto la supervisione di Vidic, ma durante le notti, tra una sessione e l'altra, Desmond scoprì di essere capace di esplorare il laboratorio dove era rinchiuso, accedendo anche al computer dell'Animus e (dopo aver rubato la penna elettronica di Vidic) alla sua casella di posta elettronica. Attraverso le e-mail, Desmond imparò molto sull'Abstergo, ed anche sulla persona che era utilizzata nell'Animus prima di lui, il Soggetto 16, che era diventato pazzo a causa della prolungata esposizione all'Animus. Infine, grazie a Lucy, gli Assassini appresero della cattura di Desmond, e tentarono di liberarlo.
Tuttavia, il tentativo di salvataggio fallì. Vidic si vantò anche del fatto di aver trovato ed ucciso gli Assassini nel loro covo, lo stesso da cui proveniva Desmond. Quando Vidic se ne andò, tuttavia, Lucy rassicurò Desmond dicendogli che i suoi genitori erano "probabilmente sfuggiti". Durante questa conversazione, Lucy si è rivelata un membro sotto copertura degli Assassini.
Desmond raggiunse l'obiettivo di Vidic, e scoprì una mappa dei Frutti dell'Eden. I dirigenti dell'Abstergo poi ordinarono la sua uccisione, ma la sua vita fu salvata dall'intervento di Lucy, che chiese loro di risparmiare Desmond, al fine di riaccedere suoi ricordi, in caso fosse necessario. Dopo che i dirigenti se ne andarono, Desmond si rese conto di essere in grado di utilizzare l'Occhio dell'aquila, una capacità appartenente al suo antenato. Attraverso di essa, riconobbe definitivamente Vidic come nemico, e Lucy come alleata. Inoltre, individuò molti simboli e scritte sul pavimento del laboratorio e sul muro della sua stanza.

### Fuga verso il nascondiglio
Due ore dopo, Lucy arrivò improvvisamente nella stanza di Desmond, macchiata di sangue. Lucy gli disse di entrare nel Animus prima che l'Abstergo potesse scoprire ciò che aveva fatto. Desmond, piuttosto confuso, concordò ed entrò nell'Animus. All'interno del Animus, ha rivissuto la nascita di un altro antenato, questa volta dall'Italia, Ezio Auditore da Firenze. Subito dopo, venne fatto uscire velocemente dall'Animus, in modo tale da continuare la loro fuga. I due vennero rapidamente individuati da due membri della sicurezza, ma Lucy bloccò una porta per fermarli, ma vennero costretti a scontrarsi con altre due guardie. Lucy prontamente li sconfisse sotto agli occhi stupiti di Desmond, permettendo loro di continuare a passare inosservati. I due entrarono in un ascensore di vetro che li portò in una grande stanza riempita con blocchi di uffici che ospitavano moltissimi Animus.
Desmond seguì Lucy, evitando così gli agenti di sicurezza, arrivando alla fine della stanza. Lucy tentò di inserire un codice nella porta chiusa di un ascensore, ma venne respinto. Desmond attivò d'istinto l'Occhio dell'aquila, e, individuati i tasti giusti, aprì la porta. Arrivati al parcheggio dell'azienda, i due vennero bloccati da altri agenti della sicurezza. Eliminati anche loro, i due poterono finalmente fuggire.
Arrivati in uno dei nascondigli degli Assassini, a sud di Roma, Desmond venne accolto da altri due Assassini, Shaun Hastings e Rebecca Crane, che avevano precedentemente lavorato con Lucy. Lucy disse a Desmond che lo scopo della fuga era di addestrarlo per diventare un assassino, cosa possibile nel giro di pochi giorni, grazie all'effetto Osmosi. Per fare ciò, Desmond aveva bisogno di rivivere i ricordi di Ezio Auditore. Desmond accettò di aiutarli, e venne quindi rapidamente collegato all'Animus 2.0, cominciando a rivivere i ricordi di Ezio.
Dopo aver ottenuto le abilità di Assassino grazie ai ricordi di Ezio, Desmond uscì dall'Animus, per testare il grado di apprendimento e per prevenire gli effetti collaterali dell'Animus, gli stessi di cui soffrì il Soggetto 16 fino alla sua morte.
Testandolo facendogli attivare degli allarmi nel nascondiglio, Lucy lasciò Desmond a capire come raggiungerli attraverso l'uso dell'Occhio dell'aquila e delle competenze di corsa acrobatica. Mentre attivava gli allarmi, iniziò a vedere delle allucinazioni risalenti all'epoca crociata. All'inizio, le visioni erano brevi, e non erano nulla di cui preoccuparsi, ma dopo aver attivato tutti i dispositivi, le visioni assunsero una consistenza più reale.
Riportato alla medievale Acri per l'effetto osmosi, Desmond seguì di nuovo Altaïr, anche se questa volta senza utilizzare l'Animus. Attraverso questa visione, scoprì che Altaïr e Maria Thorpe avevano concepito un bambino, cioè il successivo antenato di Desmond dopo Altaïr.
Il giorno dopo, Desmond si risvegliò e ritornò nell'Animus, trascurando di dire agli Assassini delle sue visioni. Continuò quindi a rivivere le memorie di Ezio Auditore, e, tra un ricordo e l'altro, venne espulso dall'Animus per via di alcuni ricordi difettosi. Tornato nell'Animus, la squadra ha saputo che il nemico di Ezio, Rodrigo Borgia, divenne Papa Alessandro VI nel 1492, in modo da aver accesso a un altro Frutto dell'Eden, il Bastone, e alla Cripta. Quando Ezio vi entrò, si trovò di fronte a un ologramma, Minerva.
Minerva avvertì gli Assassini della fine del mondo, raccontando la storia della guerra tra "chi è venuto prima" e gli umani. Gli Assassini rimasero stupiti quando Minerva si rivolse a Desmond per nome, facendo rimanere confuso Ezio, il cui ruolo era solo fare da tramite. Poco dopo Desmond venne tirato velocemente fuori dall'Animus e, dopo aver visto i tre colleghi raccogliere le attrezzature, si rese conto che i Templari li avevano trovati.
Alzatosi, prese una Lama Celata che Lucy gli aveva dato, e andò con lei per coprire la loro fuga. Scesi al piano inferiore, i due si trovarono di fronte a Vidic e a diversi agenti di sicurezza dell'Abstergo, intenti a riprendersi Desmond.
I due eliminarono tutti i Templari e Desmond usò con abilità la Lama Celata e il bastone elettrificato degli agenti. Rimasto senza uomini, Vidic si ritirò, consigliando agli Assassini di godersi la loro vittoria temporanea. I quattro Assassini sono poi fuggiti verso nord e Desmond venne collegato all'Animus nel furgone per continuare a cercare altre informazioni. Nel frattempo gli Assassini cominciarono a discutere sulla natura di Minerva e del suo discorso.

### Monteriggioni
Dopo l'attacco dell'Abstergo al nascondiglio, gli Assassini viaggiarono alla volta di Monteriggioni, uno degli ultimi rifugi sicuri in Italia. Poiché i Templari erano ancora alla loro ricerca e analizzavano l'ambiente utilizzando i ripetitori di ricerca cellulari, gli Assassini erano costretti a operare sottoterra, nel Santuario sotto Villa Auditore. Mentre cercavano un passaggio alternativo per entrare nel Santuario, la cui entrata era bloccata, Desmond, attraverso l'effetto Osmosi, ebbe una visione di Ezio, che lo portò sulle mura, da cui eseguì per la prima volta il Salto della Fede in un mucchio di fieno. Desmond e Lucy poi si diressero verso il Santuario attraverso un tunnel usato da Ezio e dagli abitanti di Monteriggioni per fuggire dopo l'assedio.
Mentre attraversavano il tunnel, Desmond ebbe più visioni. Ciò lo preoccupava, facendogli chiedere se alla fine anche lui sarebbe finito a "disegnare simboli sui muri". Lucy allora gli disse di non scherzarci, ricordandogli che il Soggetto 16 era morto.
Una volta raggiunto il Santuario, Desmond ebbe un'altra visione di Ezio, che sembrava esser tornato a casa nella sua vecchiaia. Prima di aprire le porte ai compagni, Desmond notò i numeri 1419, 1420, 1421 scritti sul muro, e lo disse agli altri Assassini. Shaun teorizzò che i numeri potessero fare riferimento a date, però ammise che aveva bisogno di fare ulteriori ricerche. Dopo essersi organizzati, Desmond si occupò di trasmettere l'elettricità nel Santuario grazie a un dispositivo inventato da Rebecca. Dopodiché, gli Assassini continuarono con le sessioni dell'Animus.

### Tempio di Giunone
(Desmond Miles)
Dopo diverse sessioni all'interno dell'Animus, il team scopre che la Mela dell'Eden era stata nascosta nei sotterranei della Basilica di Santa Maria in Aracoeli, accessibili tramite una galleria al di sotto del Colosseo. Arrivati a Roma, il team raggiunge la basilica e da lì il Tempio di Giunone, ove è nascosta la mela. Dopo numerosi percorsi, una scala si sollevò da terra, permettendo agli altri Assassini di raggiungere Desmond. Mentre si avvicinavano, comparvero strani simboli. Tra questi, Shaun identificò un berretto frigio e l'occhio Massonico, dicendo che i due simboli si erano riuniti in un "solo posto". Tuttavia, egli non riuscì a completare la frase, poiché Desmond toccò la Mela, causando un blocco temporale. Giunone gli disse che il suo DNA aveva attivato il potere della Mela e gli mostrò una visione nella quale Lucy rivelava la sua affiliazione all'Ordine Templare consegnando all'Abstergo la Mela. Vide anche il lancio del satellite Eye-Abstergo con a bordo la Mela, che però non riusciva a controllare l'umanità. Desmond, influenzato da Giunone, fu costretto con la forza a pugnalare Lucy all'addome con la sua Lama Celata, cosa che portò Giunone a dire che la via era aperta. Desmond cadde a terra privo di sensi, a causa dello sforzo contratto nel tentativo di evitare l'assassinio di Lucy, accanto al corpo senza vita della ragazza. In stato di shock fu recuperato dagli Assassini. Il padre, William Miles, giunse circa due ore dopo e decise di rimetterlo nell'Animus. Grazie alla grande sincronia con l'antenato, Desmond riuscì a rivivere un'altra sequenza di ricordi di Ezio. Nei ricordi ripristinati, il Mentore e il suo amico Leonardo da Vinci scoprirono un altro Tempio, sempre a Roma. Dopo che Ezio interagisce con il suo DNA con il piccolo Tempio, vennero proiettate delle coordinate: 43 39 19 N 75 27 42 W. Tuttavia, dopo aver vissuto più ricordi consecutivamente, Desmond entrò in uno stato comatoso.

### La Camera Nera
(Desmond Miles)
Desmond, caduto in coma, grazie al collegamento con l'Animus riesce a mantenere salda la sua psiche, seppur gravemente frammentata e "contaminata" dai ricordi di Ezio ed Altair. Per evitare ulteriori danni Rebecca abilita il "safe mode" dell'elaboratore, trasferendo Desmond nella cosiddetta Camera Nera, una zona sicura del core dove viene simulata solo la fisica di base e poco altro. Nella Camera Desmond incontra un'immagine personificata della mente del Soggetto 16, distaccatasi a causa del prolungato utilizzo dell'Animus e lì rimasta dopo il decesso dell'uomo.
Il Soggetto 16 (il cui vero nome è Clay Kaczmarek) spiega a Desmond cosa fare per uscire dalla Camera Nera: creare un giunto sincronico, ossia un punto nel passato comune sia ad Ezio, sia ad Altair, sia a Desmond stesso. In caso di successo, la mente di Desmond potrà scindersi da quella dei suoi avi e tornare alla realtà.
Rivissuti i ricordi di Ezio fino al giunto sincronico, Desmond si trova al cospetto di Giove, capo della Prima Civilizzazione insieme a Minerva e Giunone. La divinità spiega a Desmond che la sua razza aveva previsto la catastrofe che avrebbe quasi annientato l'umanità; tuttavia, pur disponendo di mezzi incommensurabili, essi fecero numerosi tentativi a vuoto prima di trovare una soluzione efficace, ma quando la trovarono era ormai troppo tardi.
Scelsero dunque di sigillare il loro sapere all'interno di un unico Tempio per proteggerlo, in attesa che arrivasse la persona adatta per completare ciò che essi non erano stati in grado di portare a termine: Desmond, appunto.
Riavutosi dal coma, Desmond si sveglia e indirizza il team verso l'obiettivo finale: il Grande Tempio, nello stato di New York.

### Il Grande Tempio
Arrivati al Tempio, Desmond riesce ad accedervi grazie all'uso della Mela dell'Eden. Il team decide dunque di stabilirvisi, sfruttando la misteriosa energia emanata dal luogo per alimentare l'Animus.
Desmond apprende che per salvare il mondo occorrono tre fonti di energia da inserire in appositi macchinari del Tempio; la prima e la seconda vengono recuperate da Desmond stesso, rispettivamente a Manhattan e in Brasile, venendo però ostacolato da Daniel Cross. La terza fonte di energia viene invece recuperata da William, in teoria per dare modo a Desmond di proseguire la ricerca tra i ricordi di Connor, in pratica perché era ben conscio dei pericoli che avrebbe trovato. La terza fonte è infatti in possesso di Warren Vidic, che la tiene all'interno dei laboratori dell'Abstergo a Roma (lo stesso posto dove Desmond fu segregato in precedenza).
Uscito dall'Animus, Desmond apprende che suo padre è caduto prigioniero di Vidic e si precipita a salvarlo. Si imbatte nuovamente in Cross, che lo mette alle corde e si prepara a ucciderlo. Fortunatamente prima di riuscirci Cross ha un'improvvisa crisi isterica (una delle tante, dovute alla massiccia esposizione all'Animus a cui i Templari lo hanno costretto negli anni); Desmond ne approfitta per disarmare Cross della sua pistola ed ucciderlo.
Raggiunto Vidic, Desmond usa il potere della Mela per controllare le guardie armate presenti ed uccidere il Templare. Dopodiché, recupera la fonte di energia e salva il padre, scortandolo all'esterno dell'edificio e uccidendo le guardie Abstergo che gli si parano davanti sempre grazie alla Mela.
Desmond inserisce le tre fonti di energia nei macchinari del Tempio, ottenendo ogni volta nuove visioni e nuove rivelazioni da parte di Giunone sulla fine del mondo (fissata per il 21 dicembre 2012, ovvero di lì a poche settimane). Durante tali rivelazioni Desmond prenderà coscienza di quanto effettivamente accaduto nel Tempio di Giunone: l'entità non l'ha direttamente forzato a pugnalare Lucy durante la possessione, ma gli ha bensì inviato una visione facendogli scoprire che la ragazza stava facendo il triplo gioco per i Templari. Desmond scelse quindi volontariamente di uccidere la donna.
Dopo aver scavato nei ricordi di Connor, Desmond e il suo Team apprendono la posizione dell'amuleto che funge da chiave per il luogo dove Desmond deciderà le sorti dell'umanità. Una volta arrivato all'ultima tappa del suo viaggio, Giunone chiede a Desmond di attivare un macchinario a forma di sfera. Prima che l'Assassino possa farlo appare Minerva, che rivela il piano di Giunone: attivando il congegno le macchine della Prima Civilizzazione torneranno a funzionare salvando il mondo, ma al contempo Giunone tornerà in vita e schiavizzerà l'umanità.
Minerva spiega che non liberando Giunone il mondo andrà distrutto, ma Desmond e la sua squadra sopravviveranno per far ripartire la civiltà da zero insieme ai pochi superstiti rimasti. In una visione del futuro, Desmond vede dapprima se stesso sulla quarantina vestito con una tunica con un gruppo di discepoli attorno, poi la sua salma in un sarcofago attorniata da uomini incappucciati. Desmond verrà ricordato dapprima come un eroe, poi come una guida e quindi come un dio; le sue parole però verranno travisate nei secoli, portando la gente ad uccidere in suo nome, ed alla fine l'umanità si ritroverà a ripetere gli stessi errori del passato, andando di nuovo incontro all'apocalisse.
Desmond sceglie di salvare il mondo attivando il congegno, promettendo però a Giunone che il suo piano di conquista sarebbe stato sventato. Dopo aver chiesto al team di scappare il più lontano possibile, Desmond tocca la sfera venendo investito da un fascio di luce che lo sospende a mezz'aria. Dopo pochi secondi di agonia, Desmond cade a terra privo di vita. La Terra viene protetta da un enorme scudo d'energia, salvandosi dall'apocalisse; tuttavia il pericolo non è ancora passato, dato che Giunone è libera di tornare in vita.
Alle 15:03 dello stesso giorno, degli uomini di Abstergo Industries si introducono nel Grande Tempio e recuperano il cadavere di Desmond, assieme alla sua lama celata e al suo zaino.
Un dipendente dell'Abstergo Industries, imparando a violare i computer presenti nella sede, riuscirà così a recuperare il contenuto del telefono di Desmond: foto di quella che è stata la sua avventura più grande e delle registrazioni audio fatte da Desmond stesso per il padre. Nelle serie seguenti Desmond verrà accennato negli archivi dei computer templari su quello che ha fatto nel corso della sua vita.
Altri indizi dicono che i templari stiano usando il suo DNA per la ricerca di altri frutti dell'Eden trovati dai suoi antenati nel passato. Altri indizi accennati nei capitoli successivi, sembrano indicare che i restanti membri degli assassini, craccando i dati relativi alla memoria di Desmond sui suoi antenati, stiano cercando un reperto della prima civilizzazione: chiamato L'Occhio di Khaim che sembra essere in grado di ridare vita ai morti.

## Vita sentimentale
Avendo vissuto buona parte della sua vita ad addestrarsi e a dedicare corpo e mente all'Ordine, Desmond non ha mai potuto dedicare tempo alla sua vita privata. Desmond, dopo essere fuggito, conduce una vita di solitudine, anche se, durante la sua carriera da barista, avrà alcune relazioni, per quanto non siano state "relazioni serie", con delle ragazze incontrate durante il suo lavoro nei locali. La prima relazione che sembrava voler diventare più seria, almeno per Desmond, fu con Lucy Stillman. Desmond provava dei sentimenti per lei, anche se fra i due non è mai scattato nulla oltre qualche sguardo ammiccante.

## Personalità
Desmond era un individuo burbero e cinico, e solitamente serio. Ciò fu dovuto principalmente al fatto di essere a conoscenza dei Templari e degli Assassini fin da giovane, sebbene fosse inizialmente all'oscuro dell'affiliazione dei Templari con l'Abstergo. Egli fu addestrato fin da piccolo per combattere contro la loro potenza. Tuttavia, anche se fu cresciuto con questo ideale, egli venne portato a non credere a tutto ciò che gli veniva detto, e a catalogare i propri genitori come degli "appassionati della cospirazione", fin quando fuggì dalla Fattoria, e, nove anni dopo, fu rapito dall'Abstergo. Nonostante ciò, non era sempre preoccupato per la sua situazione, e di tanto in tanto faceva alcune battute, anche se raramente suscitavano una buona reazione. Dopo essere fuggito dall'Abstergo, Desmond rilassò notevolmente, e parlò molto con Lucy. Tuttavia, iniziò a preoccuparsi e a discutere sul suo equilibrio mentale dopo aver sperimentato l'effetto Osmosi.
Dopo la morte di Lucy, Desmond cadde in uno stato comatoso, e all'interno della Camera Nera fu sopraffatto dal rimorso e dal dolore. Difatti, egli rifletté sulla sua vita, sulla sua famiglia, e sulle sue scelte, soprattutto quella di non diventare Assassino. Tuttavia, egli capì che i suoi tempi migliori erano passati, e che doveva affrontare il presente ed il fatto di essere un Assassino, senza più cercare di fuggire dal suo destino.
Durante la ricerca dell'amuleto nei ricordi del suo antenato, ovvero Connor, Desmond sfoga la sua rabbia sul padre, dichiarando che è stanco di prendere ordini da chiunque e di essere una semplice pedina. In Assassin's Creed III, Desmond mette sotto luce il suo forte carattere, riuscendo a prendere posizione anche davanti a due membri della Prima Civilizzazione.

## Armi
Nel tratto finale di Assassin's Creed II e in un livello di Assassin's Creed III Desmond avrà la possibilità di usare queste cinque armi:
- Lama celata: la classica polsiera dotata di lama nascosta usata da tutti gli assassini. Dal suo aspetto si evince che quella usata da Desmond è molto probabilmente quella che fu di Ezio e Giovanni Auditore, tuttavia in Assassin's creed: Brotherhood, inspiegabilmente, l'aspetto della polsiera della lama cambia, riducendosi solamente a due cinghie con fibbie.
- Bastone elettrificato: alla fine del secondo capitolo è possibile utilizzare il bastone elettrificato di ordinanza della sicurezza dell'Abstergo. Desmond lo potrà sottrarre ad una delle guardie ed usarlo contro di esse per farsi strada fino al dottor Vidic.
- Coltello da combattimento: usato durante il livello ambientato alla Abstergo in Assassin's Creed III, in combinazione con la lama celata.
- Pistola silenziata: usata da Desmond subito dopo aver ucciso Daniel Cross all'Abstergo.
- Mela dell'Eden: utilizzabile per soggiogare le guardie Abstergo a fine livello.